# Ana Luísa Amaral

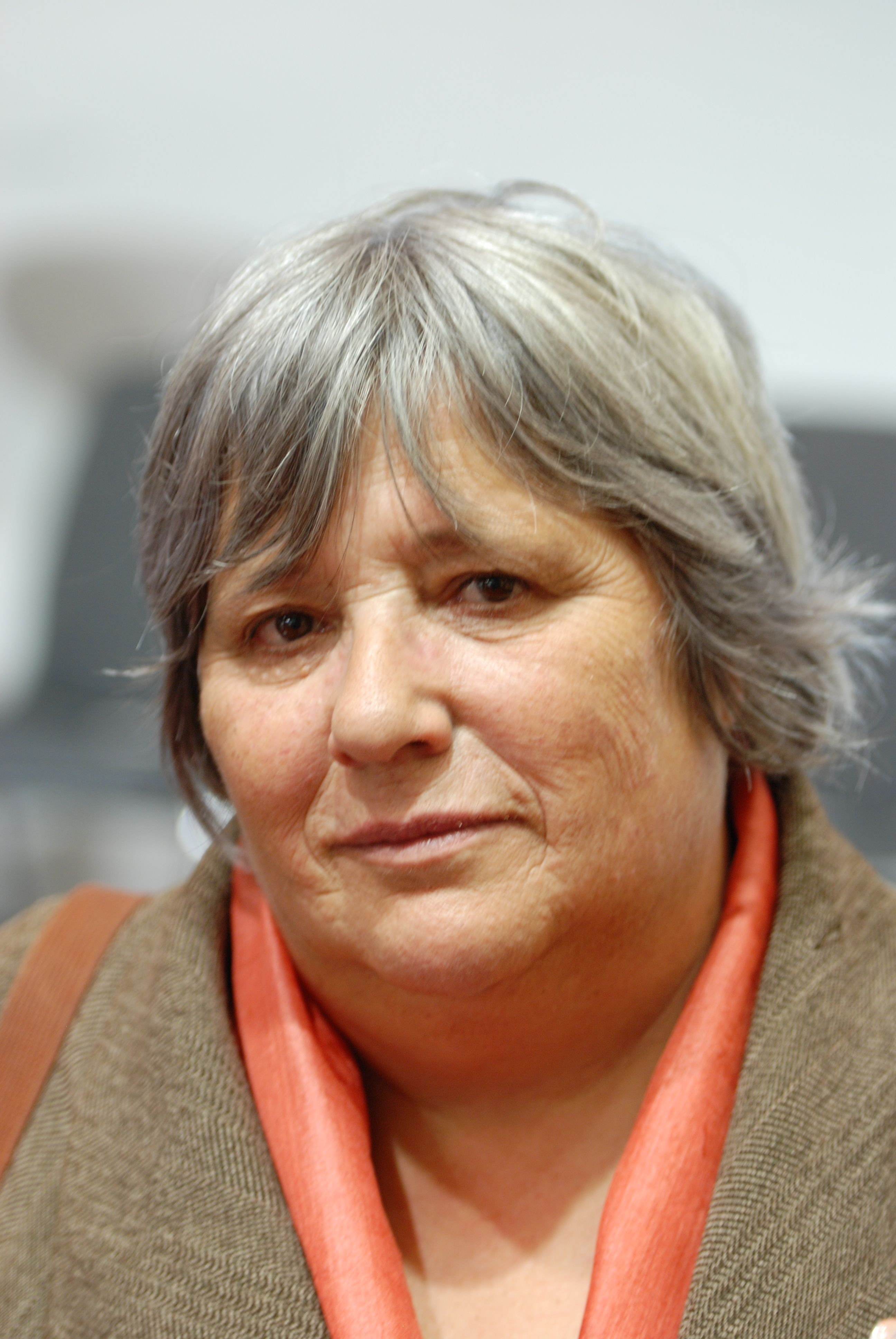
Ana Luísa Amaral 2013 bei der Buchmesse in Göteborg

Ana Luísa Amaral, vollständiger Name Ana Luísa Ribeiro Barata do Amaral (* 15. April 1956 in Lissabon; † 5. August 2022 in Porto) war eine portugiesische Poetin, Literaturwissenschaftlerin und Übersetzerin. 2021 gewann sie den Premio Reina Sofía de Poesía, den bedeutendsten Preis für Dichtung im iberoromanischen Sprachraum.

## Leben und Werk
Ana Luisa Amarals Kindheit und Jugend war geprägt von der Lektüre angelsächsischer Autorinnen und Autoren wie Walter Scott, Washington Irving, Louisa Alcott und Enid Blyton. Sie studierte Anglistik an der Universität Porto. 1986 absolvierte sie ihre wissenschaftliche Abschlussprüfung, verbunden mit der Bescheinigung der Fähigkeit zur Lehre der angelsächsischen Literatur.
Einen Teil der 1980er Jahre verbrachte sie in England. 1991 und 1992 lebte sie in den Vereinigten Staaten von Amerika.
1996 promovierte sie an der Universität Porto mit einer Dissertation mit dem Thema Emily Dickinson: Uma poética de excesso. Anschließend wurde sie als Professorin an das Institut für vergleichende Literaturwissenschaft Margarida Losa der Universität Porto berufen. Sie schrieb eine Reihe von Abhandlungen über englische und US-amerikanische Dichtung. Dabei zeigte sie Verbindungen auf zwischen der angelsächsischen Literatur und den Werken portugiesischer Autoren wie Fernando Pessoa, Mário de Sá-Carneiro, Jorge de Sena und Sophia de Mello Breyner Andresen. Sie eine der Pionierinnen für Geschlechterstudien. Gemeinsam mit Gabriela Macedo verfasste sie den 2005 erschienenen Dicionário de Crítica Feminista.
Sie verfasste eine Vielzahl von Gedichten, Essays, Theaterstücken und Kinderbüchern. Ihre Dichtung wurde in verschiedene Sprachen übersetzt und erschien unter anderem in Frankreich, Brasilien, Italien, Schweden, den Niederlanden, Venezuela, Kolumbien, Mexiko und Deutschland. Ihrerseits übersetzte sie unter anderem Werke von William Shakespeare, Louise Glück, John Updike und Emily Dickinson ins Portugiesische.
Auf dem portugiesischen Radiosender Antena 2 moderierte sie die literarische Sendung O som que os versos fazem ao abrir gemeinsam mit Luís Caetano Pereira Guimarães Júnior.
Ana Luisa Amaral starb Anfang August 2022 im Alter von 66 Jahren.

## Buchveröffentlichungen
Ana Luísa Amaral schrieb unter anderem die folgenden Werke:

### Dichtung
- Minha senhora de quê. Fora do Texto, 1990.
- Coisas de partir. Fora do Texto / Gótica (Neuauflage 2001), 1993, ISBN 978-972-792-019-8.
- Epopeias. Fora do Texto, 1994.
- E muitos os caminhos. Poetas de Letras, 1995.
- Às vezes o paraíso. Quetzal, 1998, ISBN 978-972-564-331-0.
- Imagens. Campo das Letras, 2000, ISBN 978-972-610-277-9.
- Imagias. Gótica, 2002.
- A arte de ser tigre. Gótica, 2003, ISBN 978-1-911226-42-0.
- A génese do amor. Campo das Letras, 2005, ISBN 978-85-60610-08-2.
- Entre dois rios e outras noites. Campo das Letras, 2008, ISBN 978-989-625-268-7.
- Se fosse um intervalo. Dom Quixote, 2009, ISBN 978-972-20-3847-8.
- Inversos, Poesia 1990-2010. Dom Quixote, 2010, ISBN 978-972-20-3982-6.
- Vozes. Dom Quixote, 2011, ISBN 978-972-20-4781-4.
- Escuro. Assírio & Alvim, 2014, ISBN 978-84-92942-87-9.
- E Todavia. Assírio & Alvim, 2015, ISBN 978-972-37-1826-3.
- What's in a name. Assírio & Alvim, 2017, ISBN 978-0-8112-2832-9.
- Ágora. Assírio & Alvim, 2019, ISBN 978-972-37-2110-2.

### In deutscher Übersetzung
- Was ist ein Name. Gedichte 1990–2020. Übersetzt von Michael Kegler und Piero Salabé. Edition Lyrik Kabinett, Carl Hanser Verlag, 2021, ISBN 978-3-446-26912-5

### Essay
- Arder a Palavra e outros incêndios. Relógio D'Água, 2018, ISBN 978-989-641-794-9.

### Theater
- Próspero Morreu (poema em acto). Caminho, 2011, ISBN 978-972-21-2448-5.

### Erzählung
- Ara. Sextante, 2013, ISBN 978-85-7321-497-0.

### Kinder- und Jugendliteratur
- Gaspar, o Dedo Diferente e Outras Histórias. Illustrationen Elsa Navarro. Campo das Letras, 1999, ISBN 978-972-610-136-9.
- A História da Aranha Leopoldina. Illustrationen Elsa Navarro. Campo das Letras, 2000, ISBN 978-989-776-279-6.
- A Relíquia. A partir do romance de Eça de Queirós. Quasi, 2008.
- Auto de Mofina Mendes. A partir da peça de Gil Vicente. Illustrationen Helena Simas. Quasi Edições, 2008, ISBN 978-989-552-355-9.
- A Tempestade. Illustrationen Marta Madureira. Quidnovi, 2011, ISBN 978-989-628-229-5.
- Como Tu. Illustrationen Elsa Navarro, Musik von António Pinho Vargas. Quidnovi, 2012, ISBN 978-989-554-934-4.
- Lengalenga de Lena, a Hiena. Illustrationen Jaime Ferraz. Zero a Oito, 2019, ISBN 978-989-776-246-8.

## Auszeichnungen
- 2007 Premio Giuseppe Acerbi von Italien[6]
- 2007 Prémio Casino da Póvoa / Correntes d'Escritas für A génese do amor[12]
- 2008 Großer Preis der Vereinigung der portugiesischen Schriftsteller für Entre Dois Rios e Outras Noites[6]
- 2010 Portugiesischer Preis für Dichtkunst António Gedeão für Vozes[2]
- 2020 Preis der madrilenischen Buchhändler-Vereinigung für die Gedichtsammlung What's in a name.[13]
- 2020 Premio Leteo von León für literarische Innovation[14]
- 2021 Premio literario Vergílio Ferreira[15]
- 2021 Premio Reina Sofía de Poesía[6]
- Des Weiteren wurde sie ausgezeichnet mit:[2]
  - Preis für Dichtkunst der Fondazione Roma
  - PEN-Preis für erzählende Literatur